# Seattle Art Museum
Le Seattle Art Museum (appelé aussi « SAM ») est un musée d'art situé à Seattle dans l'État de Washington aux États-Unis. Il est implanté à trois emplacements soit; au centre-ville de Seattle (SAM Downtown) ouvert en 1991, Seattle Asian Art Museum (SAAM), un bâtiment construit en style Art déco dans le Volunteer Park, ouvert en 1933 et finalement le Olympic Sculpture Park ouvert en 2007.

## Collections
- Claes Oldenburg : Baked Potato (1966), Double-Nose/Purse/Punching Bag/Ashtray (1970), Geometric Mouse - Scale C (1970), Typewriter Eraser, Scale X (1999).

## Expositions
- 2009 : History in the Making, exposition d’œuvres de Titus Kaphar

## Bibliothèques
Deux bibliothèques font partie du Seattle Art Museum. Il s'agit notamment de la McCaw Foundation Library of Asian Art et de la Dorothy Stimson Bullitt Library.

### McCaw Foundation Library of Asian Art
La McCaw Foundation Library of Asian Art a été fondée en même temps que le Seattle Art Museum en 1933. En 2011, elle contient plus de 15 000 volumes de livres et des abonnements à 100 périodiques, principalement relatifs à l'art asiatique.

### Dorothy Stimson Bullitt Library
Fondée en 1991, la bibliothèque Dorothy Stimson Bullitt est spécialisée dans l'art africain, l'art contemporain, les arts décoratifs, l'art européen, l'art moderne et la photographie. La bibliothèque contient plus de 20 000 livres et a des abonnements à plus de 100 périodiques.